# Mojave King
Mojave King (Dunedin, 11 giugno 2002) è un cestista neozelandese.

## Carriera
Cresciuto nella NBA Global Academy di Brisbane, il 13 marzo 2020 firma il primo contratto professionistico con i Cairns Taipans; il 14 luglio 2021 si trasferisce agli Adelaide 36ers.
Il 7 settembre 2022 si lega alla NBA G League Ignite. Nel 2023 viene selezionato con la quarantasettesima scelta assoluta al Draft NBA dai Los Angeles Lakers, che lo cedono subito agli Indiana Pacers.

## Statistiche

### G League
| Anno      | Squadra         | PG | PT | MP   | TC%  | 3P%  | TL%  | RP  | AP  | PRP | SP  | PP  |
| --------- | --------------- | -- | -- | ---- | ---- | ---- | ---- | --- | --- | --- | --- | --- |
| 2022-2023 | G League Ignite | 30 | 8  | 25,1 | 41,3 | 24,3 | 80,6 | 4,7 | 1,2 | 0,4 | 0,3 | 8,1 |
| Carriera  | Carriera        | 30 | 8  | 25,1 | 41,3 | 24,3 | 80,6 | 4,7 | 1,2 | 0,4 | 0,3 | 8,1 |